# Gare de Roye (Somme)
La gare de Roye (Somme) est une gare ferroviaire française de la ligne de Saint-Just-en-Chaussée à Douai, située sur le territoire de la commune de Roye, dans le département de la Somme, en région Hauts-de-France.
Elle est mise en service en 1873, par la Compagnie des chemins de fer de Picardie et des Flandres.
C'est une gare de la Société nationale des chemins de fer français (SNCF), ouverte au service du fret.

## Situation ferroviaire
Établie à 76 mètres d'altitude, la gare de Roye (Somme) est située au point kilométrique (PK) 119,003 de la ligne no 259 000 de Saint-Just-en-Chaussée à Douai (à voie unique), juste après un passage à niveau, entre les gares fermées (et détruites) de Roye-Faubourg-Saint-Gilles et de Fresnoy-lès-Roye ; ladite ligne est ouverte entre Roye et Chaulnes, pour le trafic de fret. Elle se trouve également au PK 119,367 de la ligne no 248 000 de Compiègne à Roye-Faubourg-Saint-Gilles, dont la voie unique atteignait la gare, bien que les anciennes plates-formes respectives de chacune des deux lignes (fermées et déclassées avant d'arriver à Roye) se rejoignent à la bifurcation jouxtant l'ex-halte de Roye-Faubourg-Saint-Gilles.
Roye dispose de deux quais (un latéral et un central), qui sont désaffectés.

## Histoire

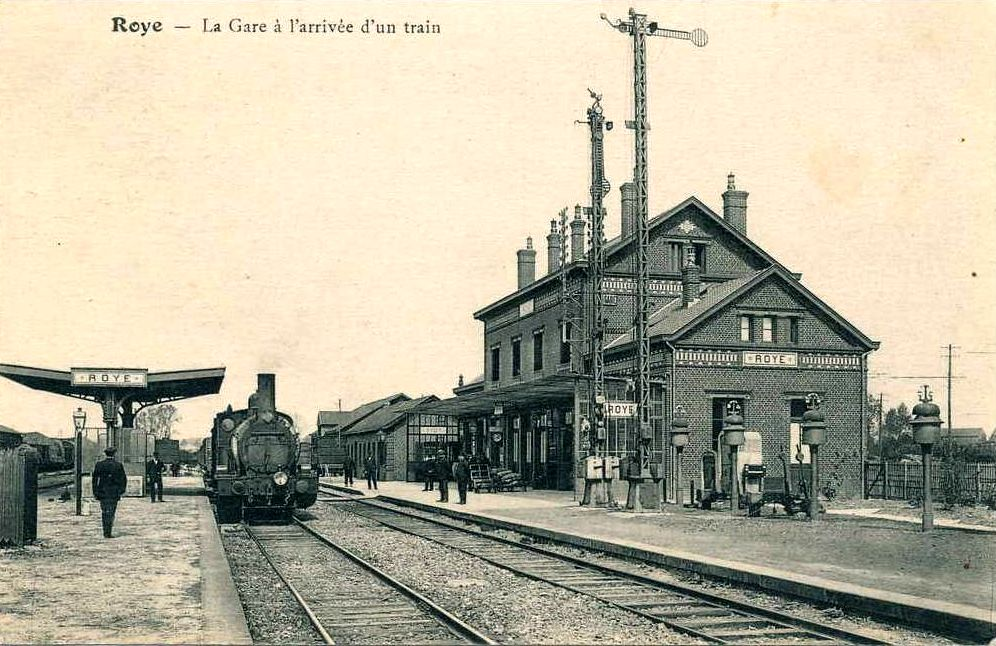
Train entrant en gare (avec le deuxième bâtiment voyageurs), avant 1914.

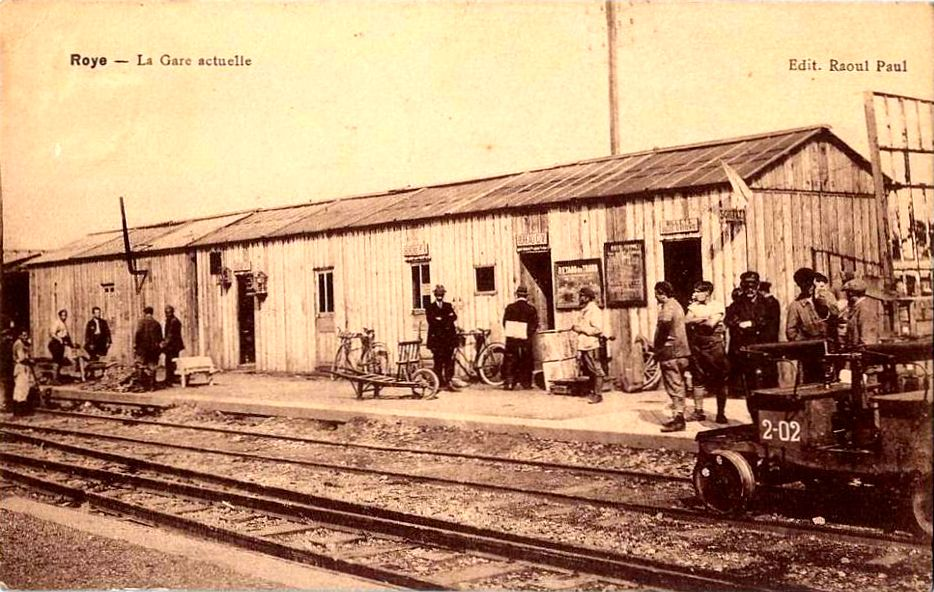
Bâtiment voyageurs provisoire édifié à la suite des destructions de la Première Guerre mondiale.

La gare de Roye est mise en service le 1er septembre 1873 par la Compagnie des chemins de fer de Picardie et des Flandres, lors de l'ouverture de l'exploitation de la section de Montdidier à Péronne de la future ligne de Saint-Just-en-Chaussée à Douai.
Ladite ligne et donc la gare sont intégrées dans le réseau de la Compagnie des chemins de fer du Nord en 1883. Celle-ci édifie un nouveau bâtiment voyageurs en 1909 (lors de la mise à double voie de la ligne), en lieu et place de l'originel.
Le 12 juillet 1914, le train présidentiel de Raymond Poincaré s'est arrêté en gare, à l'occasion de rencontres avec deux adjoints au maire de la commune et des vétérans de la guerre de 1870.
Lors de la Première Guerre mondiale, le bâtiment voyageurs est détruit, puis reconstruit à l'identique après le conflit ; il fut alors provisoirement remplacé par une baraque. D'ailleurs, durant l'Occupation, la gare est utilisée pour décharger du matériel (dont des obus) destiné à l'armée allemande ; ce travail était réalisé par des Royens, sous la contrainte.
Le 1er janvier 1938, la SNCF devient propriétaire des infrastructures (ligne et gare).
En 1960, Roye dispose de trois voies à quai (dont une issue de la ligne de Compiègne), ainsi que de voies de service desservant des embranchements particuliers.
La fermeture au trafic voyageurs de la section de ligne entre Montdidier et Cambrai intervient le 1er avril 1970.

## Service des voyageurs
La gare est, de fait, fermée aux voyageurs.
Néanmoins, plusieurs lignes du réseau « Trans'80 » desservent la commune. Ce réseau d'autocars permet d'atteindre la gare routière d'Amiens (voisine de sa gare ferroviaire), ainsi que la gare de Chaulnes et celle de Montdidier (en desservant le site de l'ancienne gare royenne) ; cela permet d'effectuer des correspondances avec des trains régionaux TER Hauts-de-France.

## Service des marchandises
La gare est ouverte au service du fret. Elle dessert une installation terminale embranchée (appartenant probablement à l'usine Saint Louis Sucre de Roye, qui a expédié 110 000 tonnes en 1999). Cependant, cette desserte n'est plus assurée[réf. nécessaire].

## Patrimoine ferroviaire
L'ancien bâtiment voyageurs est toujours présent sur le site, mais n'est plus utilisé par le service ferroviaire. Depuis sa désaffectation, il a successivement été occupé par divers commerçants et entreprises.
L'ancienne halle à marchandises, également toujours présente sur le site, abrite depuis 2015 un garage,.